# Atarba (Atarba) subpatens
Atarba (Atarba) subpatens is een tweevleugelige uit de familie steltmuggen (Limoniidae). De soort komt voor in het Neotropisch gebied.